# Пишоло (Салерно)
Пишоло је насеље у Италији у округу Салерно, региону Кампанија.
Према процени из 2011. у насељу је живело 27 становника. Насеље се налази на надморској висини од 35 м.